# Peremoha, Lîpova Dolîna
Peremoha (în ucraineană Перемога) este un sat în comuna Beieve din raionul Lîpova Dolîna, regiunea Sumî, Ucraina.

## Demografie
Componența lingvistică a localității Peremoha
     Ucraineană (90%)
Conform recensământului din 2001, majoritatea populației localității Peremoha era vorbitoare de ucraineană (90%), existând în minoritate și vorbitori de alte limbi.